# جوديث رودريغيز
جوديث رودريغيز (بالإنجليزية: Judith Rodriguez)‏ هي واضعة كلمات الأوبرا وكاتِبة وشاعرة أسترالية، ولدت في 13 فبراير 1936 في برث في أستراليا، وتوفيت في 22 نوفمبر 2018 في ملبورن في أستراليا.